# Деспот Водэ
Деспот Водэ, в другом источнике указан как Яков Гераклид-Деспот (настоящее имя Иоан Якоб Гераклид; молд. Деспот Водэ; греч. Ἰωάννης Ἰάκωβος Ἡρακλείδης; 18 ноября 1511 — 5 ноября 1563) — греческий наёмник, бывший господарем Молдавского княжества, с 18 ноября 1561 года по 5 ноября 1563 года.
В другом источнике указан как авантюрист и талантливый деспот Яков Базиликос, правил в 1561—1563 годы.

## История
Иоан Якоб Гераклид родился на одном из греческих островов (возможно, Крите или Самосе), сын греческого матроса. Много путешествовал по Европе, воевал в качестве наёмника, принял протестантизм.
В 1556 году поступил на службу к Александру Лэпушняну, выдавая себя за родственника его жены Роксанды. Из-за связей с заговорщиками был вынужден покинуть страну, но потом при поддержке Габсбургов и бояр, в другом источнике польских магнатов, недовольных жёсткой политикой Лэпушняну, собрал войско наёмников и, победив Лэпушняну в битве у Верби, взошёл на молдавский престол.
Гераклид пообещал платить повышенную дань Оттоманской империи, добившись этим от турецкого султана подтверждения своего права на занятие престола. Для уплаты дани и жалования наёмникам он увеличил налоговое обложение (ввёл подать, называемую «даря ын галбень»), чем вызвал всеобщую народную ненависть и прозвище Деспот Водэ, под которым и остался в истории. Григоре Уреке писал, что он «наложил на страну великие тяготы, обобрал церкви, а серебро из них перелил на деньги и делал такое, чего страна не видела». Деспот Водэ насаждал чуждые жителям Молдавского господарства традиции, покровительствовал протестантам, чем восстановил против себя и православное духовенство.
В 1563 году вспыхнуло массовое крестьянское восстание. Бояре же организовали очередной заговор, неожиданно перебили всех наёмников Деспота Водэ. Молдавский господарь укрылся с остатками личной охраны в Сучавской крепости и более трёх месяцев держал оборону, пока не был выдан наёмниками. Глава бояр, гетман Томша лично забил Деспота Водэ до смерти дубинкой и стал господарём, приняв имя Стефан.